# Älvsborgs fästning

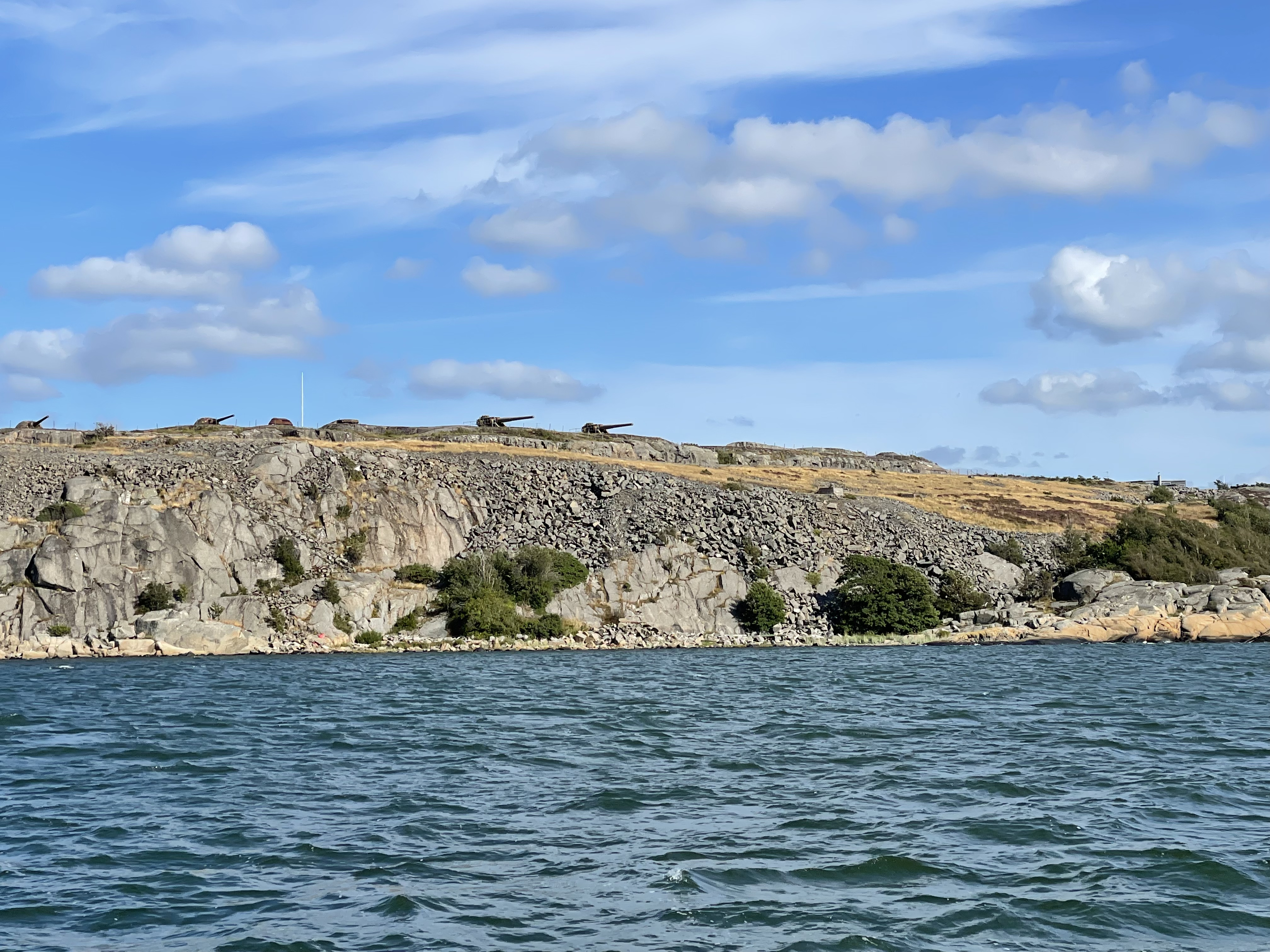
Vy över Älvsborgs fästning och dess kustartilleripjäser från inloppet till Göteborg.

Älvsborgs fästning, med dess främsta anläggning Oscar II:s fort från 1899–1907, är en numera nerlagd svensk befästning belägen vid Göta älvs mynning i stadsdelen Älvsborg i Göteborg.
Beslutet att bygga Oscar II:s fort i Västerberget nära Käringberget i Göteborg togs 1899 och inleddes den 24 augusti samma år med att Oscar II sköt det första sprängskottet. 
Den militära beteckningen Älfsborgs fästning (ÄF) gavs åt befästningarna den 27 april 1904. Anläggningen ansågs vara stridsduglig mellan 1907, då den togs i bruk, och fram till 1955. Fortet togs helt ur bruk på 1970-talet. Det blev statligt byggnadsminne den 15 mars 2018.

## Historia

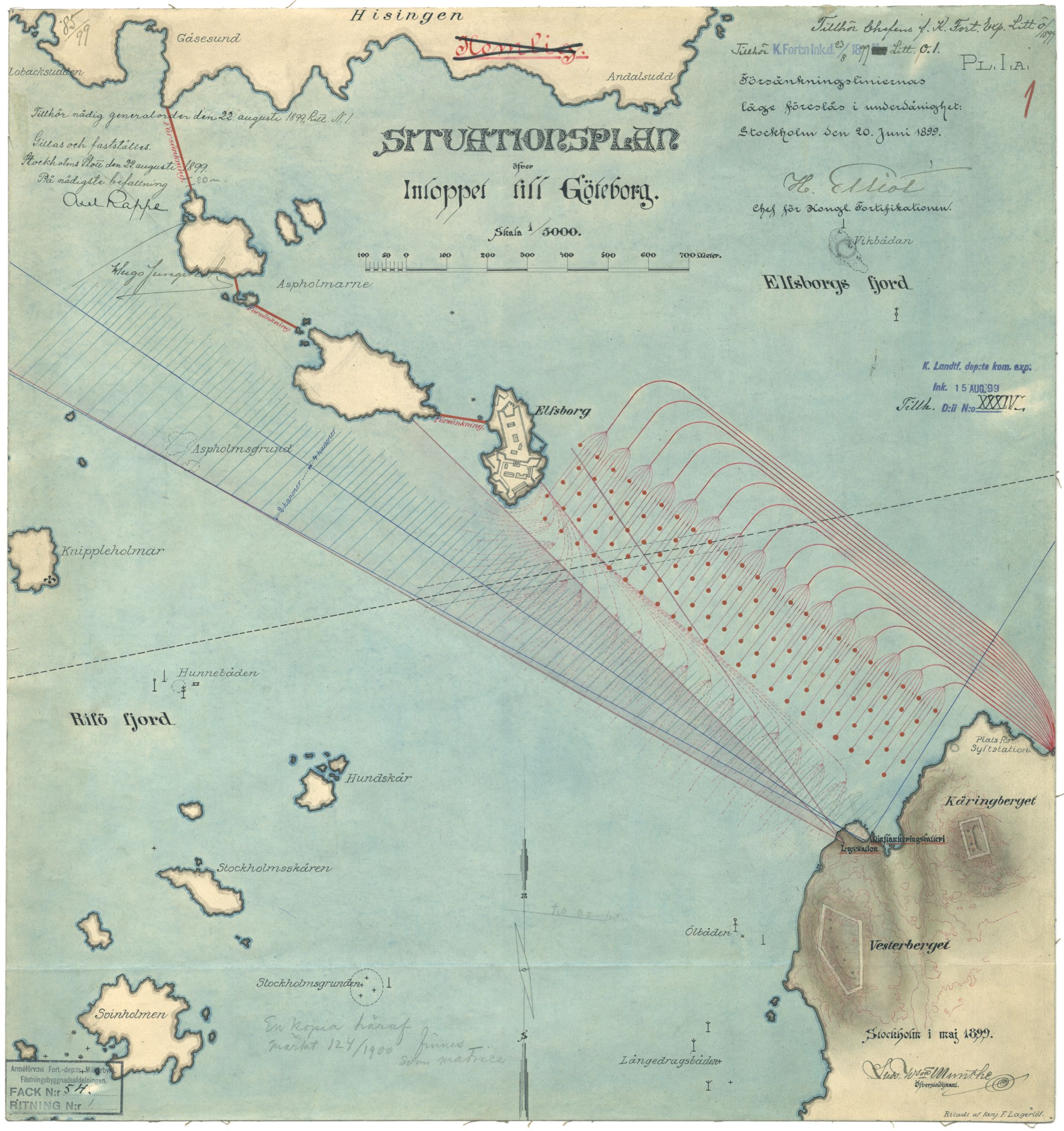
Tidigare hemligstämplad karta från 1899 över planerade försvarsanläggningar i Göteborgs hamninlopp. Källa: Krigsarkivet

Fortet är insprängt i urberget, omfattar utrymmen för 300 man och består av flera hundra meter gångar med expeditioner, logement, mässar och förråd. Fortet är omgivet av en fortgrav med två kontereskarpgallerier. Beväpningen bestod av två 24 cm kanon M/04 i självsänkande lavettage, två 15,2 cm kanon M/03B i pansartorn, fyra 57 mm kanoner i pansarkupol och ett antal kaponjärkanoner. År 1940 flyttades 24 cm kanonerna till Batteri Torslanda på Hisingen och 15 cm pjäserna flyttades ut till Styrsö i skärgården. De tyngre pjäserna har flyttats tillbaka och ställts upp på sina ursprungliga platser. Kanonerna med 24 centimeters kaliber stod i öppna brunnar på självsänkande lavetter, det vill säga pjäsen "tittade upp" över kanten när den sköt och när skottet hade gått sjönk den ner under kanten, för att laddas. Befolkningen i Långedrag fick öppna fönstren för att inte rutorna skulle gå sönder när man sköt.
Försvarsanläggningen bestod inte bara av Oscar II:s fort. Från början fanns det även ett mindre batteri på Stockholmsskär under ett bergsskydd, men också mineringar, exempelvis från fortet ut till Nya Älvsborg. Det fanns även försänkningar eller "stengärdsgårdar" som den mellan Stockholmsskär och Aspholmarna. Utanför fortet ligger forthamnen och Götiska batteriet. Dessa har ingen förbindelse med fortet, utan hade som främsta uppgift, att skydda mineringarna och huvudanläggningen uppe på berget.
År 1942 bytte fästningen namn till Göteborgs kustartilleriförsvar (GbK) och blev stamort för dåtida Älvsborgs kustartilleriregemente (KA 4). Statens fastighetsverk förvaltar fortet och det har återställts i sådant skick, att det visas för allmänheten på regelbundna tider. Det finns indikationer på att cirka 50 kilo fotonegativ ska ha lämnats över till Krigsarkivet 1955. Man tror, att de kan ha rört sig om fotodokumentation av fästningen genom historien, men av detta har inget gått att spåra.
Även fortet Nya Älvsborg (som började byggas redan 1650) på Kyrkogårdsholmen i älvmynningen kallas i folkmun ofta för Älvsborgs fästning.

## Kommendanter
- 1908–1914 – Sam Bolling
- 1914–1924 – Arthur Edström
- 1924–1925 – Hans Malmberg
- 1925–1927 – Karl Norén
- 1927–1930 – Gustaf Peterson
- 1930–1936 – Folke Eriksson
- 1936–1939 – Sigge Hultkrantz
- 1939–1941 – Åke Wockatz
- 1941–1942 – Rudolf Kolmodin

## Pjäser

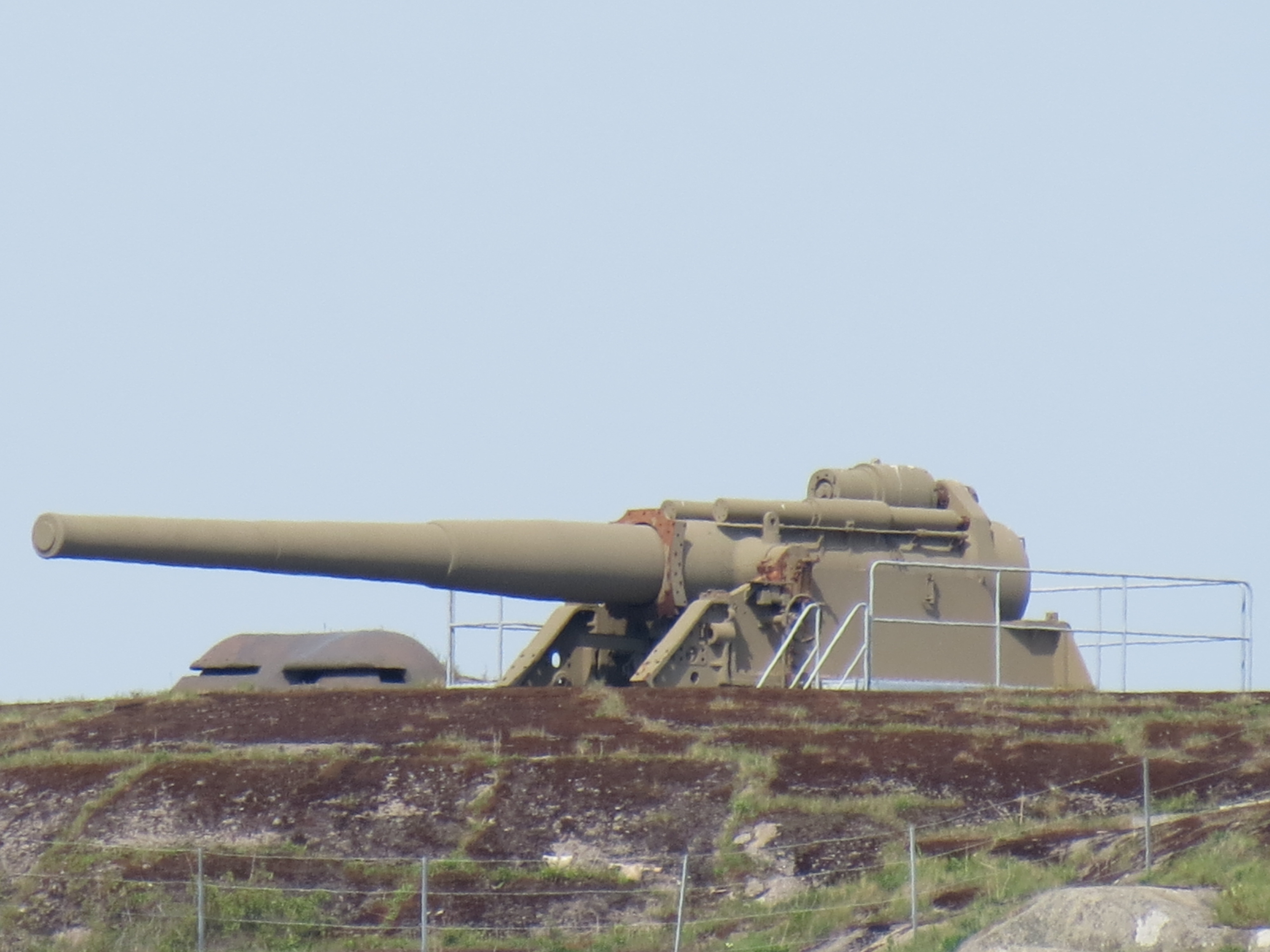
24 cm kanon M/04, en av två av denna typ.
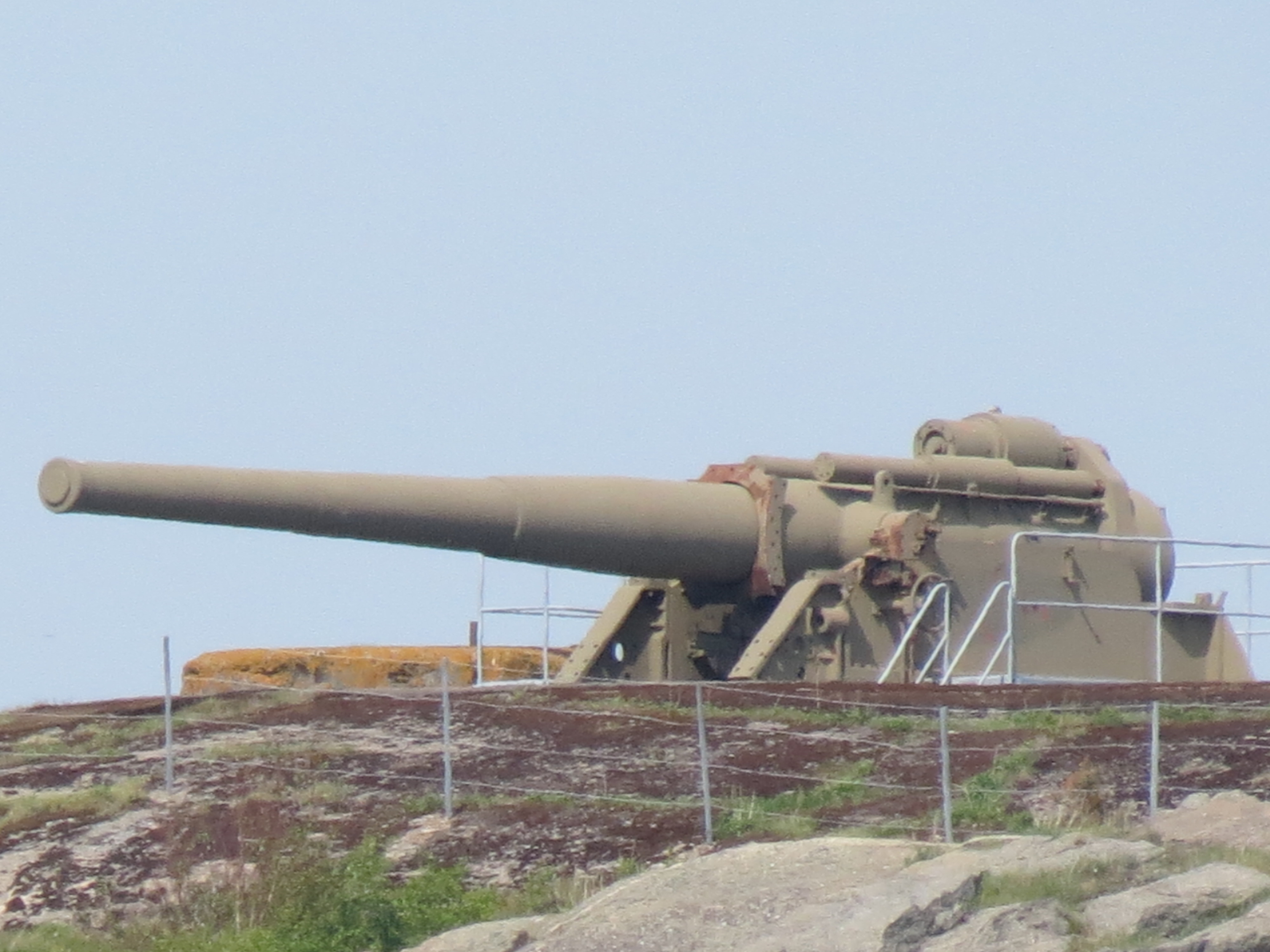
24 cm kanon M/04, en av två av denna typ.
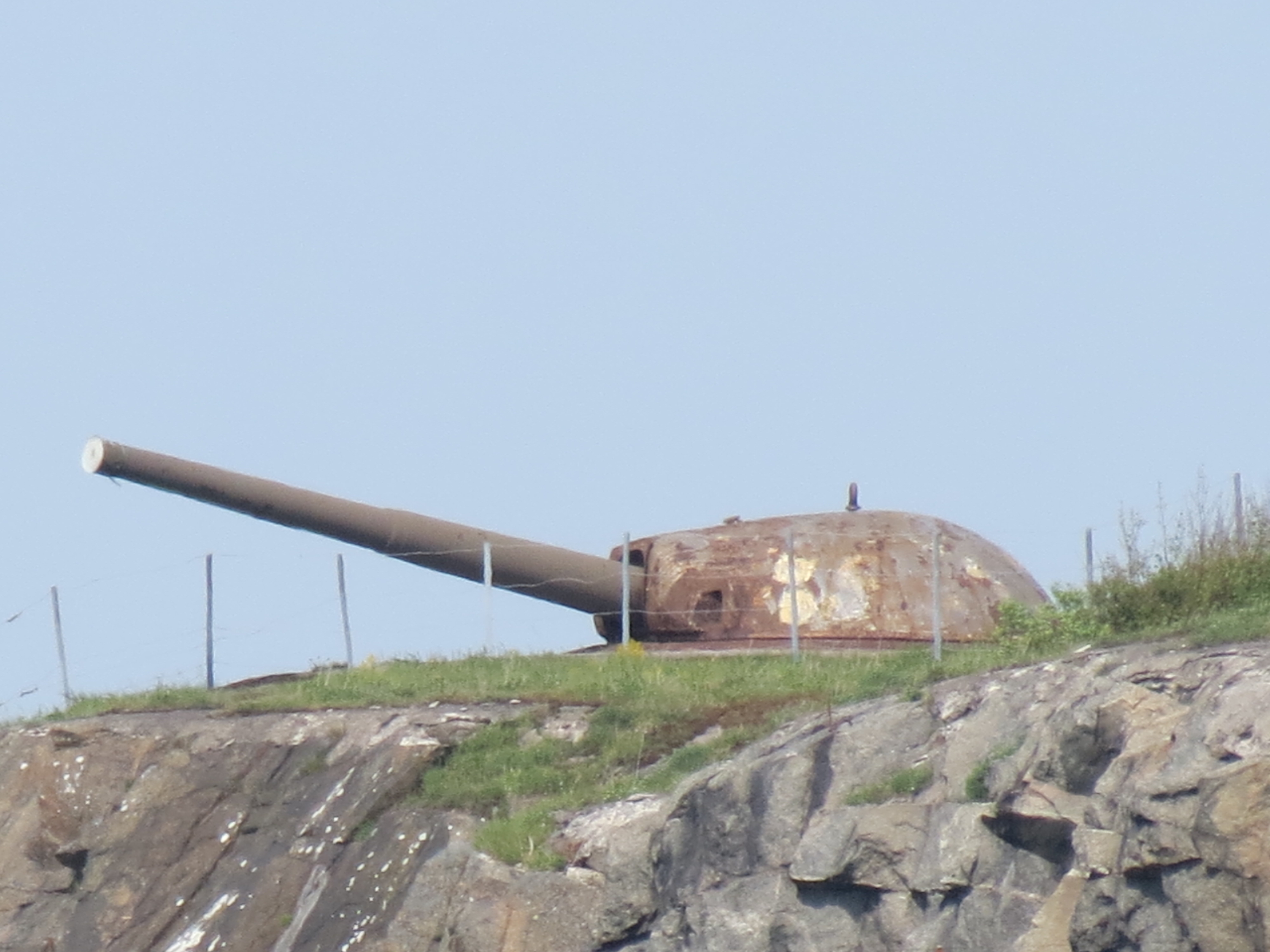
En av två av denna typ av kustartilleripjäs.
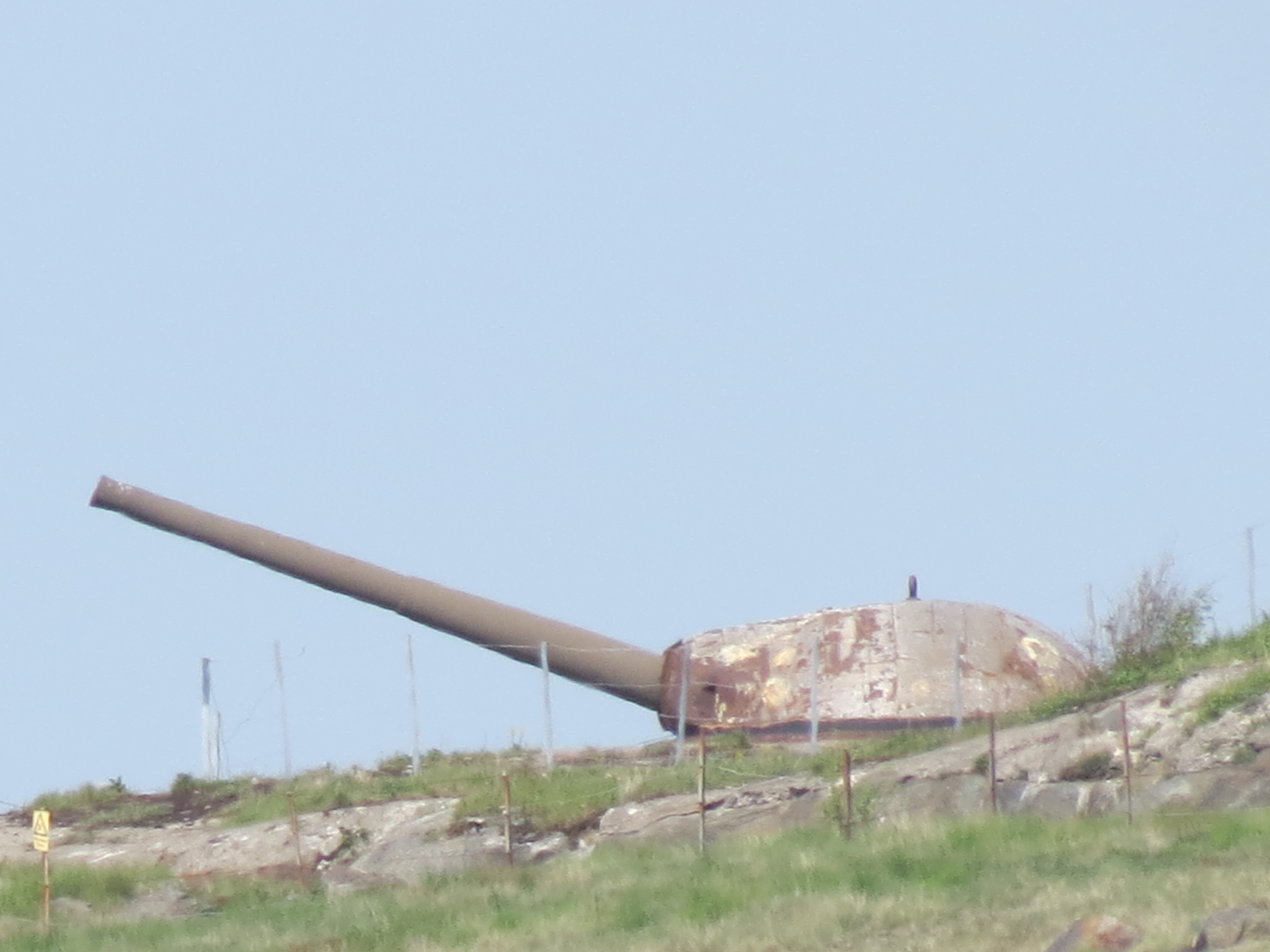
En av två av denna typ av kustartilleripjäs.